# كأس اليونان لكرة السلة 2015–16
كأس اليونان لكرة السلة 2015–16 (باليونانية: Κύπελλο Ελλάδας καλαθοσφαίρισης ανδρών 2015-2016)‏ هو موسم من كأس اليونان لكرة السلة ‏. فاز فيه نادي باناثينايكوس لكرة السلة.